# 河南龙山文化
河南龙山文化是指河南省境内的龙山文化，按照当今地理政区范围划分考古文化的名称。虽然这种做法并不科学，但因龙山文化覆盖面积大、跨越年代广、文化内涵丰富、内部类型的分歧争议较多，这种中立性的称呼还是一直被考古学界采用。河南龙山文化的时代处于新石器时代龙山文化的晚期。河南龙山文化是仰韶文化和大汶口文化的发展。
河南龙山文化共分三个类型：豫西和豫中的王湾三期类型、豫东的造律台类型和豫北的后冈二期类型。属于河南龙山文化的代表遗址有洛阳王湾、临汝煤山、登封王城岗、陕县三里桥 、永城王油坊、淅川下王岗、安阳后冈等。可以按照在河南省内的位置分成豫西、豫中、豫东、豫北、豫南五类。其中豫北、豫东类型与冀南河北龙山文化和鲁西山东龙山文化相似，豫西、豫中与晋中、晋南的山西龙山文化相似。在河南地区发现的陶鬶、磨光黑陶折腹盆、罐形杯、鬼脸足鼎等器物，都显示出受山东龙山文化的影响；而河南龙山文化的某些因素譬如方格纹、绳纹等装饰纹样，同样也被山东龙山文化所吸收。
河南省北半部处于黄河流域，历史上屡历洪水灾难，在龙山文化晚期，黄河泛滥，洪水对下游的影响比中游要大，豫北、豫东河南龙山文化以及山东龙山文化等下游文化在这个时期出现文明退化现象，城郭规模缩减，制陶技术退化。而黄河中游的豫西、豫中河南龙山文化以及晋中、晋南山西龙山文化转变为河南龙山文化晚期的王湾类型和煤山类型，其Ⅱ、Ⅲ期类型被认为是二里头文化的雏形，因此被王玉哲、晁福林等学者归入夏文化中。

## 参阅
- 龙山文化
- 二里頭文化